# 游擊隊女孩
游擊隊女孩是匿名的激進女權主義團體，此團體由女性藝術家構成，致力於反抗藝術界的性別主義與種族主義。游擊隊女孩於1985年成立於紐約市，希望喚起廣大藝術社群對藝術圈內性別不平等與種族不平等的注意。她們利用海報、書籍、布告欄及公眾演出，揭露藝術圈內的歧視與不實。為了保持匿名，成員們戴上大猩猩面具，並使用已故的女性藝術家名字作為代號。她們認為，隱蔽身分是因為議題比個人身分更重要：「我們主要想專注在議題之上，而不是我們的人格或我們的工作。」 

## 歷史
1985年，7位女性藝術家發起了「游擊隊女孩」活動，做為對現代藝術博物館1984年举办的《近期畫作與雕塑的國際調查》展覽的回應：該展覽的藝術家名冊中，165名藝術家只有13名是女性。
之後，游擊隊女孩擴大目標，開始將種族主義納入抗議範圍，而除了在藝術界外，電影與大眾的文化刻板印象也成了她們關注的目標。
在第一年間，游擊隊女孩進行了計算藝術場域男女作品比例的「薇妮計數」，得出1989年大都會美術館的當代藝術公開藏品中，女性藝術家的作品低於5%；而相對之下，約有85%的裸體畫作是以女性為主題。游擊隊女孩早期的組織採不定期會議形式，成員們會估算紐約市展場的性別不平等程度；甚至鼓勵藝術家們和社區內的人溝通，以消弭他們所認知到的性別差距。
游擊隊女孩在公開露面時均戴著大猩猩面具，當被外界問及面具意義時，他們回答：「在我們成為大猩猩之前，我們是游擊隊。從一開始，新聞媒體就想宣傳照。我們需要偽裝。當然，沒有人會記得我們如何得到這身毛皮，但一個解釋是，在一場早期的會議上，一個女孩誤將（游擊隊）拼成了（大猩猩）。這是一個巧妙的錯誤，它給了我們男子氣慨的替代：『猩猩氣慨』」。 而在接受紐約時報採訪時，女孩們表示：「在受到憲法保護的匿名自由言論之下，你會驚訝於當你戴面具時從嘴裡吐露出的東西。」 

## 參照
1. ↑  .   [2017-03-11]. （原始内容存档于2021-04-13）.
2. ↑  . （原始内容存档于2014-01-13）.
3. ↑   (PDF).   [2017-03-11]. （原始内容存档 (PDF)于2020-11-27）.
4. ↑  Ashton Cooper. . A&E. Columbia Spectator. 2010  [20 April 2010]. （原始内容存档于2020-11-09）.
5. ↑  Judith Olch Richards. . Archives of American Art. 2007  [10 Jun 2011]. （原始内容存档于2020-12-04）.
6. ↑  . Guerrilla Girls.   [2014-07-30]. （原始内容存档于2014-01-13）.
7. ↑  . Guerrilla Girls.   [2014-07-30]. （原始内容存档于2014-08-05）.

### 書目
- Boucher, Melanie. Guerrilla Girls: Disturbing the Peace. Montreal: Galerie de l'UQAM, 2010. ISBN 2-920325-32-9
- Brand, Peg. "Feminist Art Epistemologies: Understanding Feminist Art." Hypatia. 3 (2007): 166–89.
- Guerrilla Girls. Bitches, Bimbos, and Ballbreakers: The Guerrilla Girls' Illustrated Guide to Female Stereotypes. London: Penguin, 2003. ISBN 978-0-14-200101-1
- Guerrilla Girls. Confessions of the Guerrilla Girls. How a Bunch of Masked Avengers Fight Sexism and Racism in the Art World with Facts, Humor and Fake Fur. New York City: HarperCollins, 1995. ISBN 0-04-440947-8
- Guerrilla Girls. The Guerrilla Girls' Bedside Companion to the History of Western Art. London: Penguin, 1998. ISBN 978-0-14-025997-1
- Janson, HW. Apes and Ape-Lore in the Middle Ages and the Renaissance. London: Warburg Institute, University of London, 1952.
- Raidiza, Kristen. "An Interview with the Guerrilla Girls, Dyke Action Machine DAM!, and the Toxic Titties." NWSA Journal. 1 (2007): 39–48. <http://www.jstor.org/stable/431723 （页面存档备份，存于）>. Accessed 27.2.2013.
- Schechter, Joel. Satiric Impersonations: From Aristophanes to the Guerrilla Girls. Carbondale: Southern Illinois University Press, 1994. ISBN 978-0-8093-1868-1

## 外部連結
- 官方网站
- The Feminist Future: Guerrilla Girls （页面存档备份，存于） a video from a talk presented at the Museum of Modern Art.
- Guerrilla Girls （页面存档备份，存于）, Brooklyn Museum's Elizabeth A. Sackler Center for Feminist Art
- Guerilla Girls records （页面存档备份，存于）, Getty Research Institute
- Complete Chronology of Guerrilla Projects since 1985 （页面存档备份，存于）